# Витримка (фотографія)

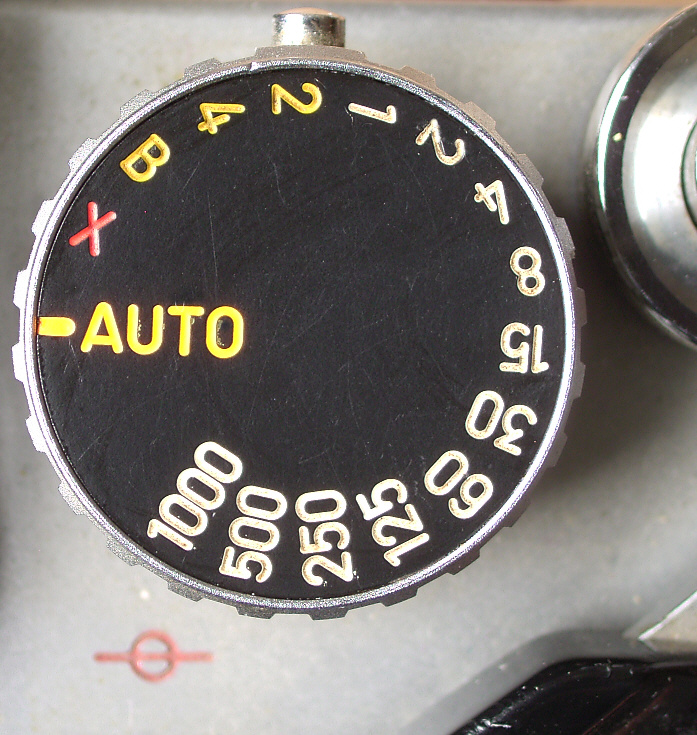
Колесо вибору витримки, знизу-зліва — значок фокальної площини

Витримка — це проміжок часу, необхідний камері для експозиції; час, протягом якого світло впливає на світлочутливий матеріал.

## Шкала витримок
Шкала витримок — числовий ряд із фіксованим відношенням 2:1 сусідніх елементів, на більшості фотоапаратів складається з чисел: 8000 (1/8000 c), 4000 (1/4000 c), 2000 (1/2000 c), 1000 (1/1000 c), 500 (1/500 с), 250 (1/250 с), 125 (1/125 с), 60 (1/60 с), 30 (1/30 с), 15 (1/15 с), 8 (1/8 с), 4 (1/4 с), 2 (1/2 с), 1 с. Витримку зазвичай позначають знаменником числа, тому до значення витримки заведено застосовувати терміни довга і коротка, а не велика та мала.

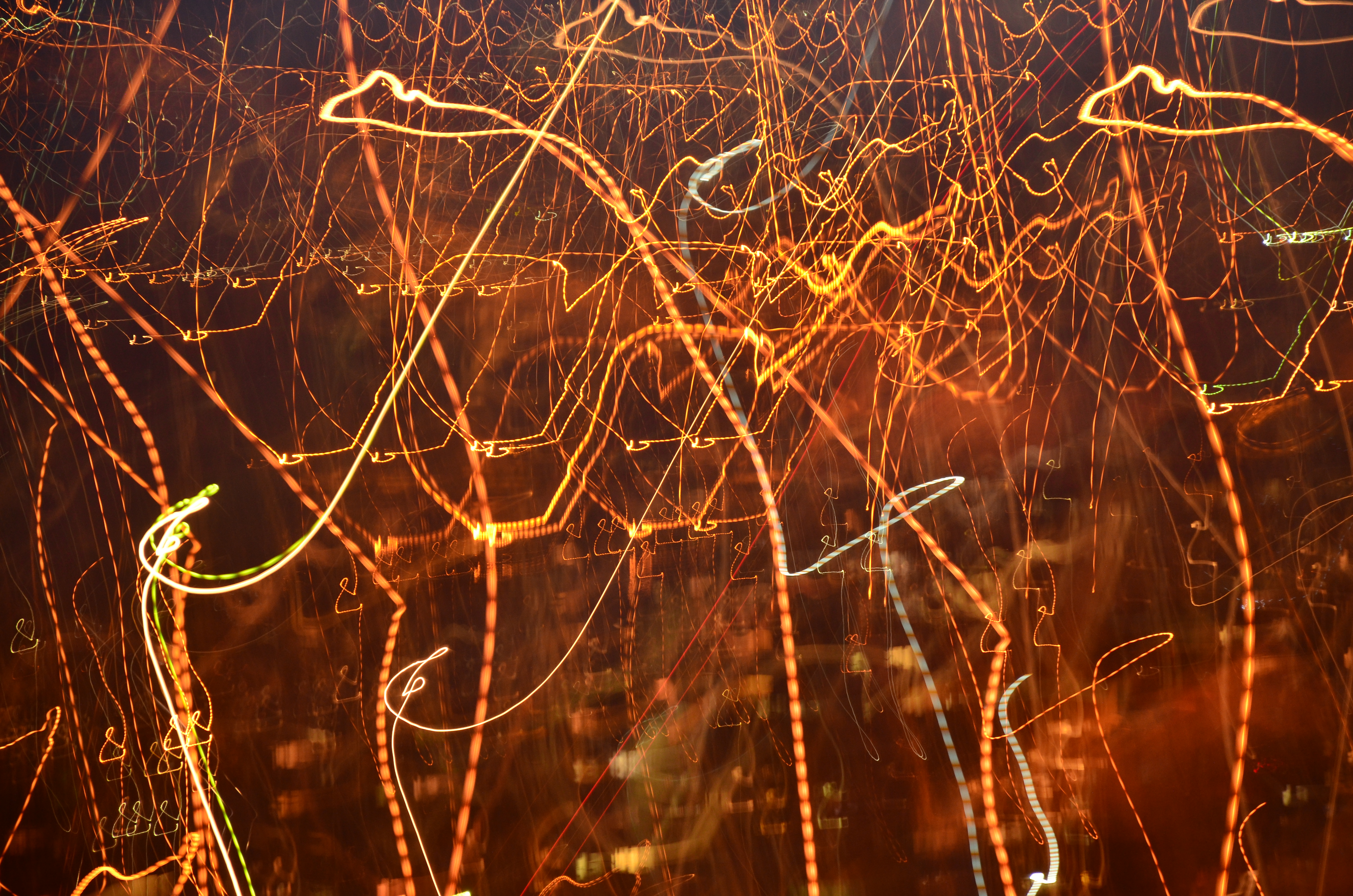
Рух фотоапарата під час довгої витримки при нічній зйомці

Ряд може бути розширений і включати також ручну витримку (позначається як M або B). При ручній витримці затвор фотоапарата лишається відкритим доти, доки натиснута кнопка спуску затвора. У сучасних дзеркальних фотокамерах час витримки в ручному режимі можна налаштувати заздалегідь.
При зніманні динамічних сцен або зніманні з телеоб'єктивом бажано використовувати коротку витримку, довгу витримку застосовують при фотографуванні затемнених сцен, або з метою створення розмиття зображення (наприклад, при зніманні з проводкою).
Конкретні числові значення витримки залежать від умов освітленості, експозиції, швидкості й напряму руху об'єкта та визначаються індивідуально для кожної знімальної ситуації.

Зразки фотографій з різним часом витримки
Фото струмка з різним часом витримки
Нічний Париж, витримка: 25 сек
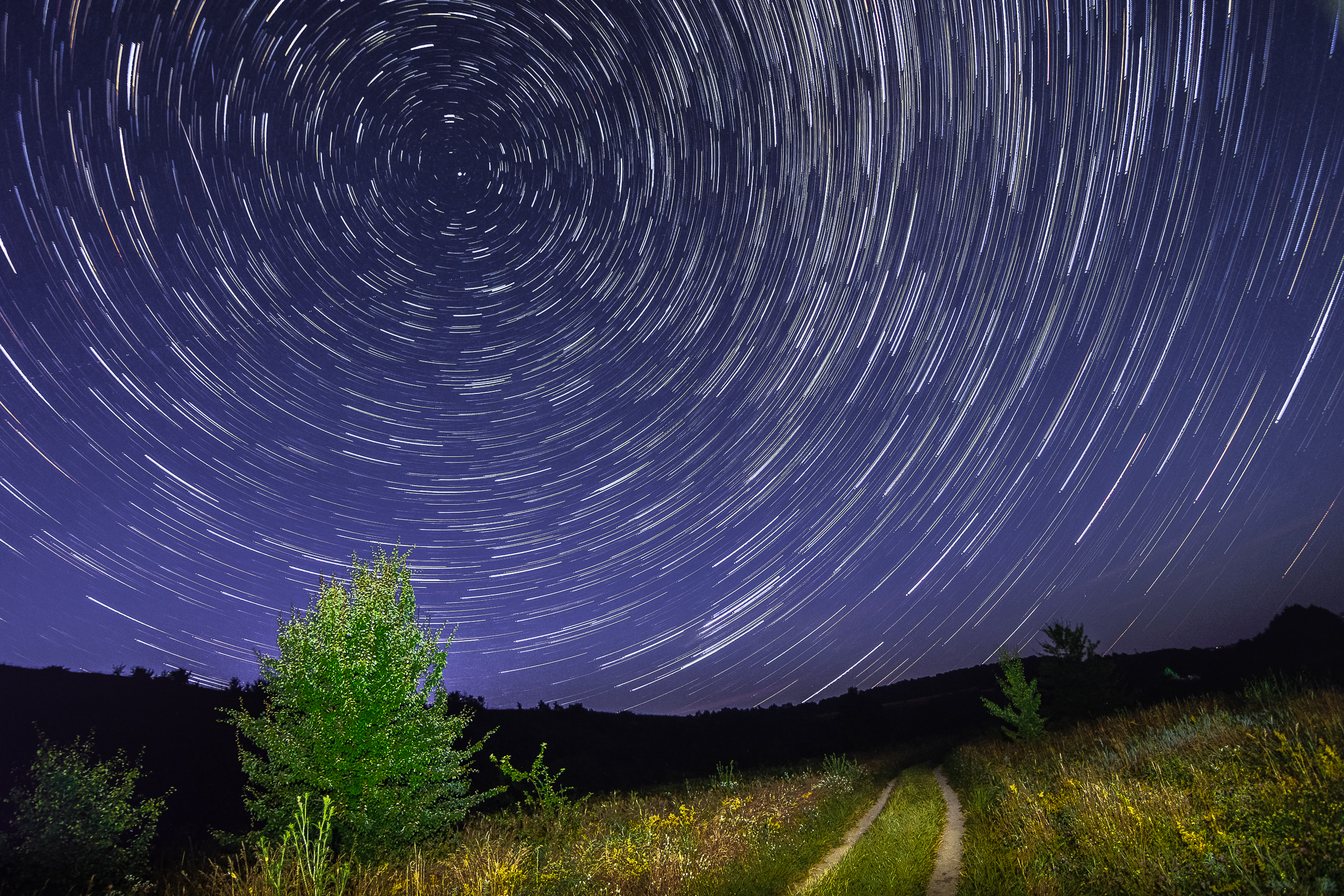
Зоряні сліди, витримка від 10-15 хв.